# Homebrew
|  | Aquest article tracta sobre les plataformes de videojocs. Si cerqueu el gestor de paquets, vegeu «Homebrew (gestor de paquets)». |

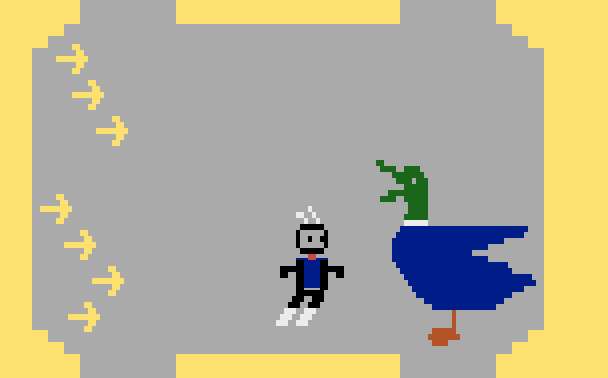
Screenshot Homebrew Duck Attack!, Atari 2600

Es denominen Homebrew a les aplicacions informàtiques realitzades per aficionats de plataformes de videojocs privatius. En altres paraules, plataformes de videojocs que no són típicament programables per usuaris o que fan servir sistemes d'emmagatzament privatius.
El terme "homebrew" té relació amb el Homebrew Computer Club.